# Kittilberget
Kittilberget är en fornborg är belägen vid Hallsbo i Gävle kommun i Gästrikland. Borgen är 90 x 70 meter stor och belägen på krönet och sluttningarna av ett rundat berg mellan Ölbo och Dalälven. Den avgränsas av en yttre och inre ringvall av skarpkantade stenar. Den inre vallen är 55 x 45 meter stor, 2–5 meter bred och 0,3–1 meter hög. Den yttre vallen är 2–4 meter bred och 0,3–1 meter hög. Det finns en ingång till borgen. Kittilberget utgör gräns mellan de närbelägna byarna så det kan ha varit en gemensam anläggning med en eller flera funktioner. Borgen är inte utgrävd så en exakt datering finns ej.